# Монастырь Пресвятой Богородицы Платитера (Керкира)
Монасты́рь Пресвято́й Богоро́дицы Платите́ра (греч. Ιερά Μονή Πλατυτέρας) — православный мужской монастырь Керкирской митрополии.
Престольный праздник 15 августа (по новому стилю) — Успение Пресвятой Богородицы.

## Описание

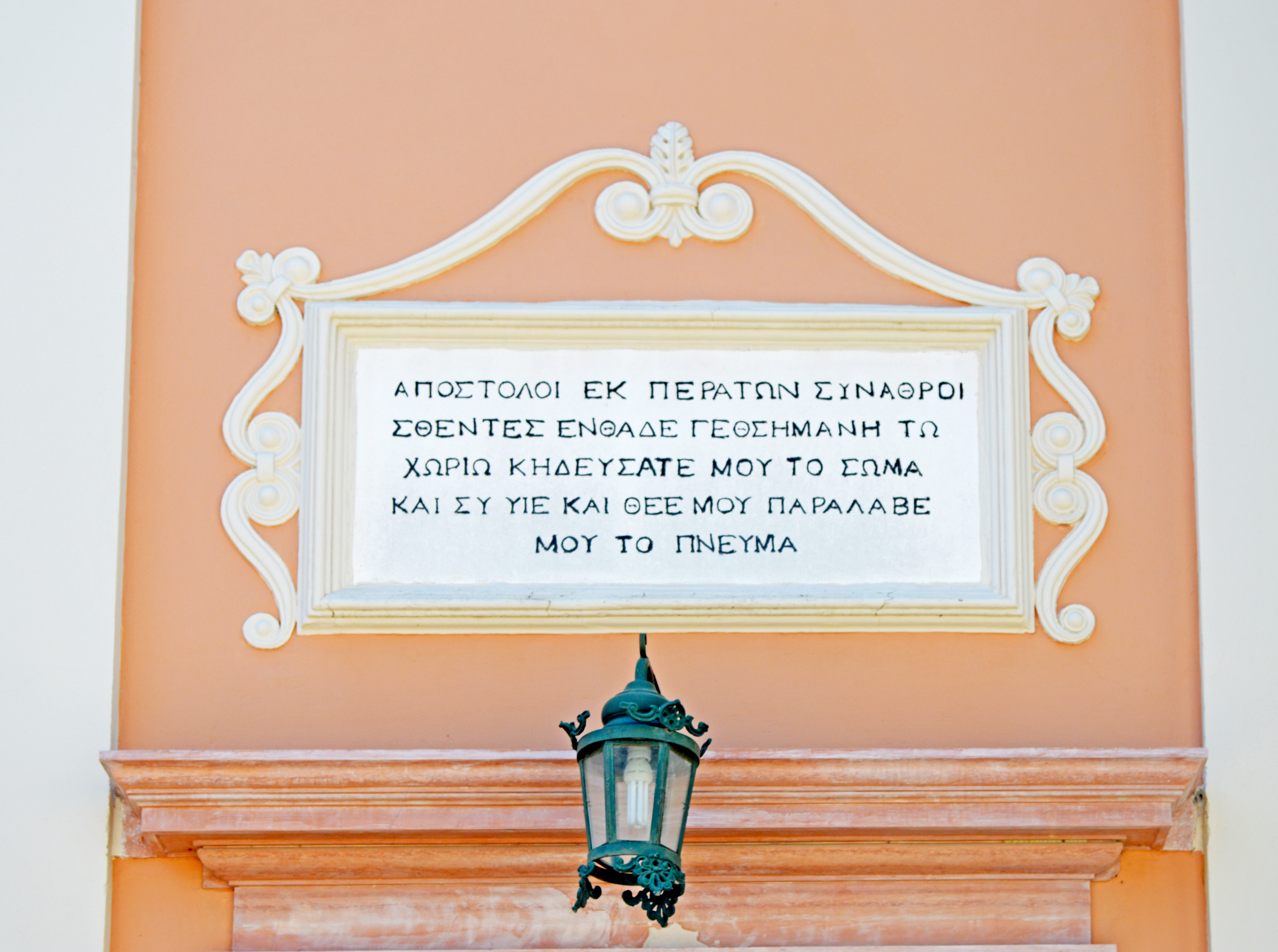
Текст светильна на Праздник Успения Божией Матери над входом в кафоликон

Монастырь находится в Новом городе Керкиры, недалеко от площади Сан-Рокко (Сароко), на улице Юлия Андреади (греч. Ιουλίας Ανδρεάδη).
Своё название монастырь получил по одному из имен, которыми православная гимнология обращается к Богородице. Так в литургии Василия Великого Пресвятой Богородице дается эпитет «Ширшая небес», которым описывается сложный богословский образ Рождества второго Лица Троицы от земной женщины. Имеется в виду, что чрево Божией Матери вместило в себя «Невместимого» Сына Божия. Этот образ рассматривается не только и не столько в плане физическом, сколько в духовном: только женщина такого большого смирения как Божия Матерь, смогла исполнить самый высокий подвиг на земле — родить Сына Божия, и, соответственно, стать Матерью Бога. Такой чести не был удостоен больше ни один человек, и даже ангелы (высшие небесные существа) не могут достичь Её совершенства. Таким образом, по мысли православной гимнологии, Её смирение (и Её подвиг) простирается выше и дальше плана мысленно зримого бытия (шире небес).
По-гречески «Ширшая небес» звучит как «Платите́ра тон урано́н» («Πλατυτέρα των ουρανών»). По первому слову этого эпитета и получил своё имя монастырь. Это же имя обычно дается и определённому типу образа Пресвятой Богородицы в греческой иконографии, известному на Руси как «Знамение». Однако в монастыре, насколько известно, нет особо чтимой иконы подобного типа. Приходится делать вывод, что это имя монастырь получил произвольно, благодаря посвящению главного престола в честь одного из богородичных праздников — Успения.

## История
В первой половине XVIII века с острова Левкада на Корфу прибыли два брата Сиропулосы, иеромонахи, которые дали обет Божией Матери построить в её честь обитель. Одного из братьев звали в монашестве Хрисанф, он и считается основателем монастыря. В это время столица острова Керкира бурно развивалась, и заложенный изначально на окраине в 1741 году монастырь оказался впоследствии в черте города. Да и сам монастырь довольно успешно возводился.
Уже в 1743 году началось строительство первого каменного храма в честь Успения Божией Матери. Почти одновременно с храмом стала строиться часовня в честь святых мучеников Хрисанфа и Дарьи Римских. Основные строительные работы были завершены в 1746 году. С самого начала история монастыря была связана с семьей графов Каподистрий, которые делали значительные пожертвования на устройство обители. Сразу после завершения строительства монастыря в селении Эвропули (Эвробули), рядом с родовым имением Каподистрий, было начато возведение подворья монастыря, посвященного Благовещению Пресвятой Богородицы.

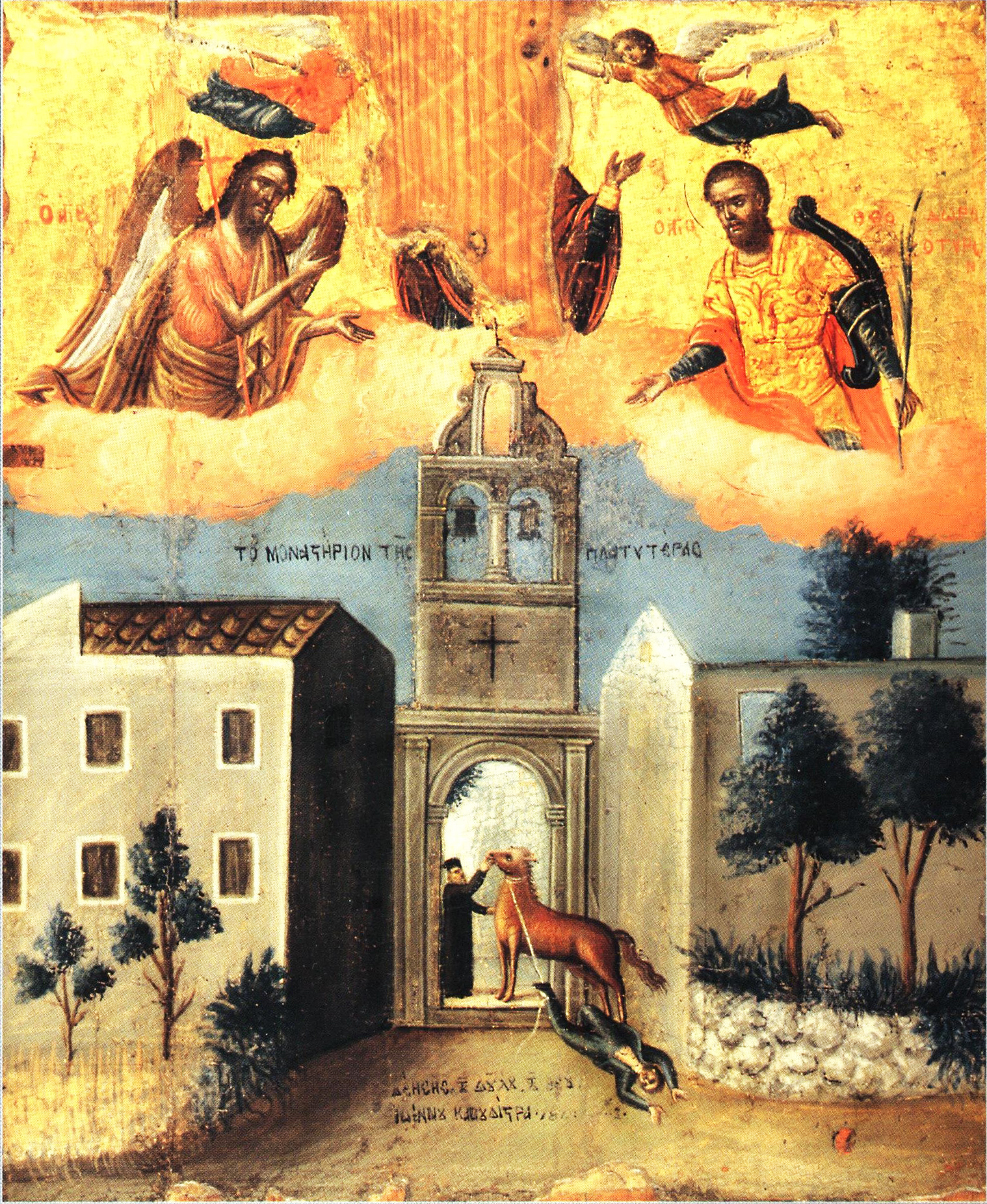
Чудо с Иоанном Каподистрией. Вверху, на месте стертого слоя краски угадывается иконографический тип Знамения Божией Матери, который является образом обители. Рядом с Богородицей — святой пророк Иоанн Предтеча и великомученик Федор Тирон

Сохранилось предание (подкрепленное иконографическими изображениями) о чуде с молодым Иоанном Каподистрием в 1792 году, после которого жертвенное участие в делах монастыря его отца графа Антониоса Каподистрии стало ещё более усердным. Иоанн отправился на конную прогулку, близ монастыря лошадь понесла, сбросила с себя и поволокла его за собой по булыжной мостовой. В это время, как повествует предание, один из монахов монастыря, совершавший молитвенное правило, прозрел духовным оком о несчастье, выбежал из монастыря на дорогу и сумел остановить коня.
В 1797 году, когда Ионические острова были захвачены французской армией, монастырь встал на защиту острова. В 1798 году французское командование, боявшееся заключения союза России и Турции, издало приказ о принудительном разоружении жителей острова. Жители пригорода Керкиры Мандукио отказались отдавать оружие захватчикам и укрылись в стенах монастыря. Французы ворвались в обитель, схватили преемника Хрисанфа игумена Никодима и всех монахов, а монастырь сожгли. Пожар, уничтоживший совсем монастырь, пожалел местную особо чтимую икону Божией Матери, называемой Гликофилуса (Умиление).
После ухода французской армии с острова монастырь снова стал отстраиваться и был возобновлён к 1800 году. В возрождении монастырской жизни участвовал своими пожертвованиями граф Иоанн Антонович Каподистрия, первый правитель независимой Греции. Был отстроен новый кафоликон (собор), в котором был установлен великолепный резной деревянный иконостас. На южной стене возле алтаря была помещена икона Гликофилусы и к ней граф Иоанн Каподистрия преподнес в дар богато украшенный оклад, сделанный русскими мастерами. В северной части храма было возобновлено почитание мучеников Хрисанфа и Дарьи, у алтаря был помещен образ этих святых. Этот облик монастыря с незначительными изменениями сохранился до наших дней.
У четвёртого настоятеля монастыря иеромонаха Симеона имел духовное окормление первый правитель Греции Иоанн Каподистрия. После своего отъезда в Россию в 1808 году Иоанн продолжал поддерживать связь с монастырем. Вернувшись, он привез из Москвы дар: замечательный по исполнению и богатству материала оклад для иконы Гликофилусы и две большие русские иконы Архангелов.
По собственному завещанию, граф был похоронен в монастыре. После гибели Иоанна Антоновича в 1831 году в Навплионе, его тело было перевезено его братом Августином на Корфу и захоронено рядом с прахом их отца.

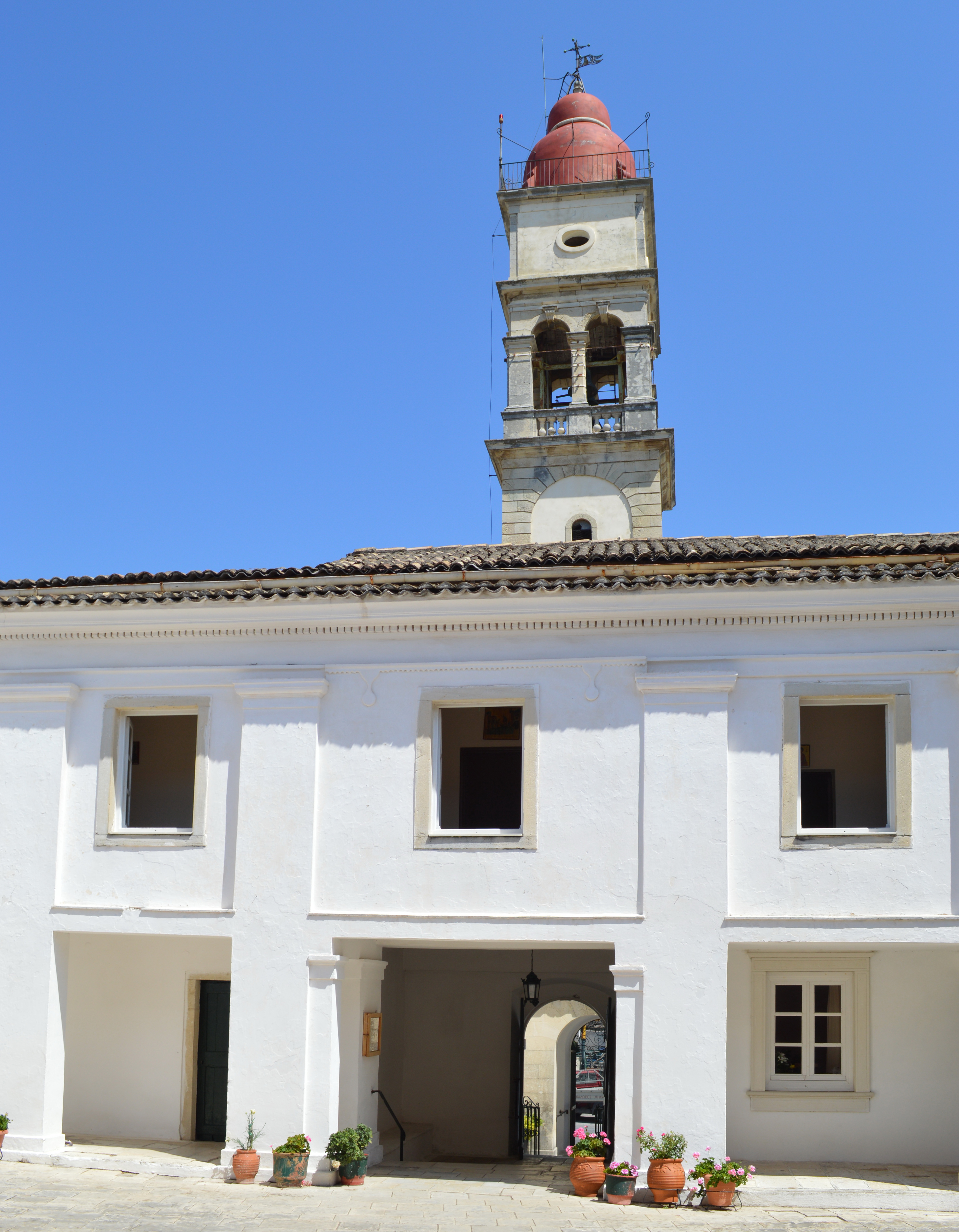
Вид из внутреннего дворика на колокольню

В 1864 игумен Серафим (Кондогеоргиос) начал возводить колокольню монастыря, которая впоследствии стала архитектурной доминантой Нового города Керкиры и образцом новой корфской архитектуры. Она была построена в форме башни, которую венчал купол. По завершении строительства в 1866 году башня достигла высоты 28 метров. Со временем грунт под таким мощным сооружением просел и она немного наклонилась, что характерно для построек подобного типа, возводившихся до начала XX века.
Во время Второй мировой войны монастырь разделил участь острова, оказавшегося в зоне активных боевых действий и испытавшего ряд авиационных налетов. В результате бомбежек с воздуха два из четырёх крыльев монастыря были почти полностью уничтожены. В последующие годы монахи обители пытались оказать посильную помощь бедствующим островитянам, испытывавшим сильные лишения. Это был подвиг, так как в послевоенные годы братия сама едва поддерживала своё существование.
В 1970-х годах при новом настоятеле Мефодии (Металлиносе) началось постепенное возрождение (как материальное, так и духовное) обители, которое продолжается по сей день. Сегодня в штате монастыря находятся пять монахов, на которых, кроме молитвенного труда, возложены заботы по содержанию и обновлению монастыря и его подворий, возделыванию олив и духовному окормлению многочисленной паствы (в Греции обязанность исповедовать мирян часто вменяется монахам).

## Устав
Иеромонах Хрисанф составил завещание, по которому братия обеих обителей (монастыря и его подворья) должны были придерживаться очень строго устава. Монахам было запрещено есть мясо. В течение двухсот лет в монастырь, по предписанию Хрисанфа, был запрещён вход женщинам. Этот последний запрет был нарушен во время Второй мировой войны, когда из-за бомбежек фашистской авиации в монастыре стали укрываться жители Корфу.

## Святыни
Монастырь хранит мощи многих святых, в числе которых: священномученик Харалампий, мученики Полиевкт, Анастасия Римская, пострадавшие за Христа в Никомедии и др. Как святыни и реликвии в обители почитаются и старинные предметы, переданные в дар монастырю или созданные в его стенах: резные деревянные кресты, Евангелия и др.

## Некрополь монастыря
В монастыре, впервые в корфском обществе, началась традиция, по которой стали захоранивать священнослужителей и почётных мирян внутри храма. С начала XIX века во внешнем нартексе собора монастыря были сделаны первые захоронения, в числе которых было захоронение отца Иоанна Каподистрии графа Антона Каподистрии. Рядом с отцом упокоился прах и Иоанна и его брата Августина. Здесь же была помещена гробница сподвижника Иоанна и первого историка и краеведа Корфу Андреаса Мустоксидиса. Напротив этих могил находятся надгробия четырёх митрополитов Керкиры: Севастиана, Александра, Мефодия и Поликарпа. Здесь же, конечно, есть надгробные плиты игуменов монастыря, в том числе известного своей деятельностью на Корфу игумена Мефодия (Металлиноса). В южной части нартекса похоронен уроженец Сулио генерал Фотос Тзавелас, убитый на Корфу в 1809 году, есть могилы и других известных общественных деятелей и предпринимателей.

## Галерея некрополя

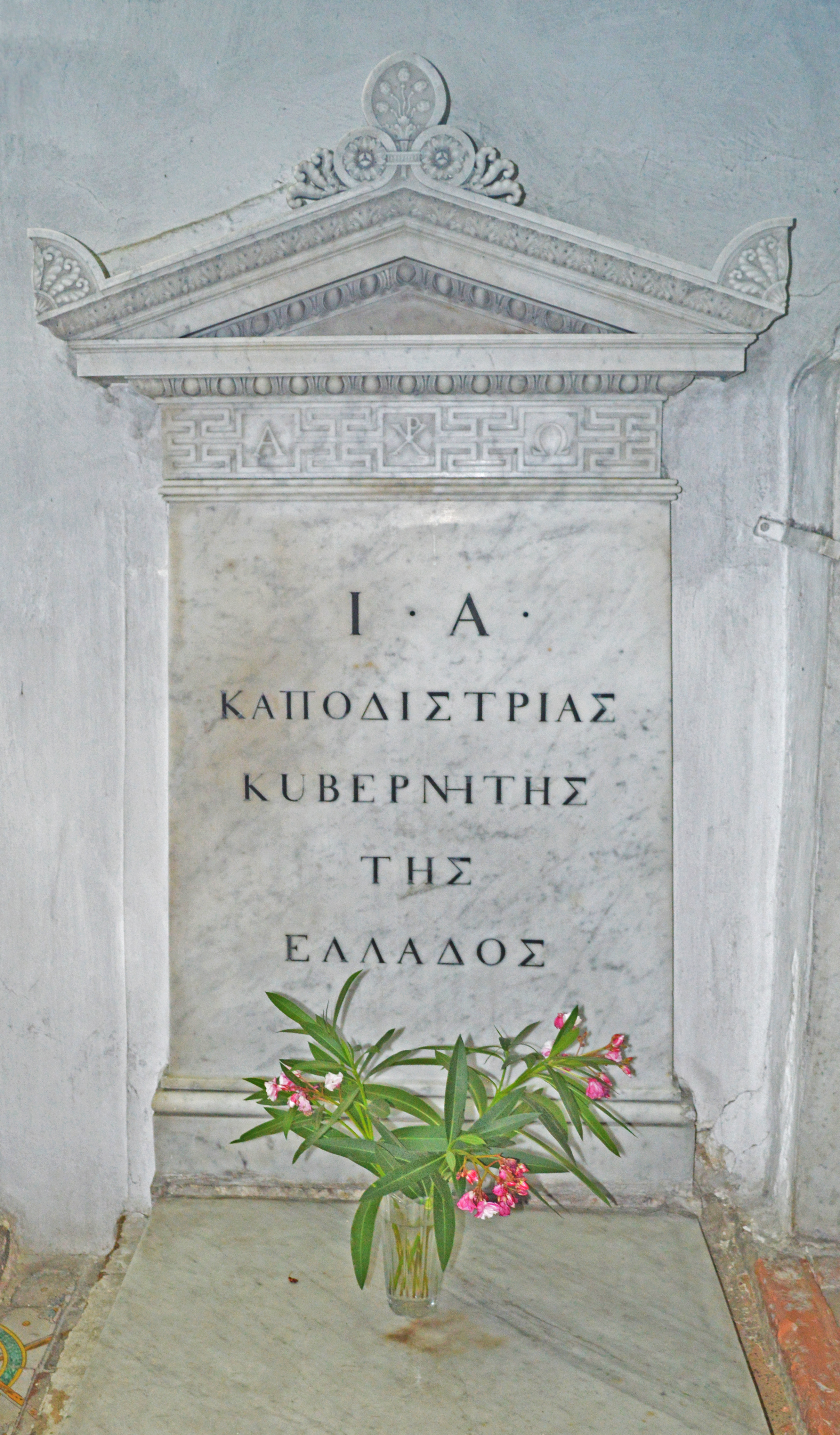
Могила графа, первого Правителя Греции Иоанна Каподистрии
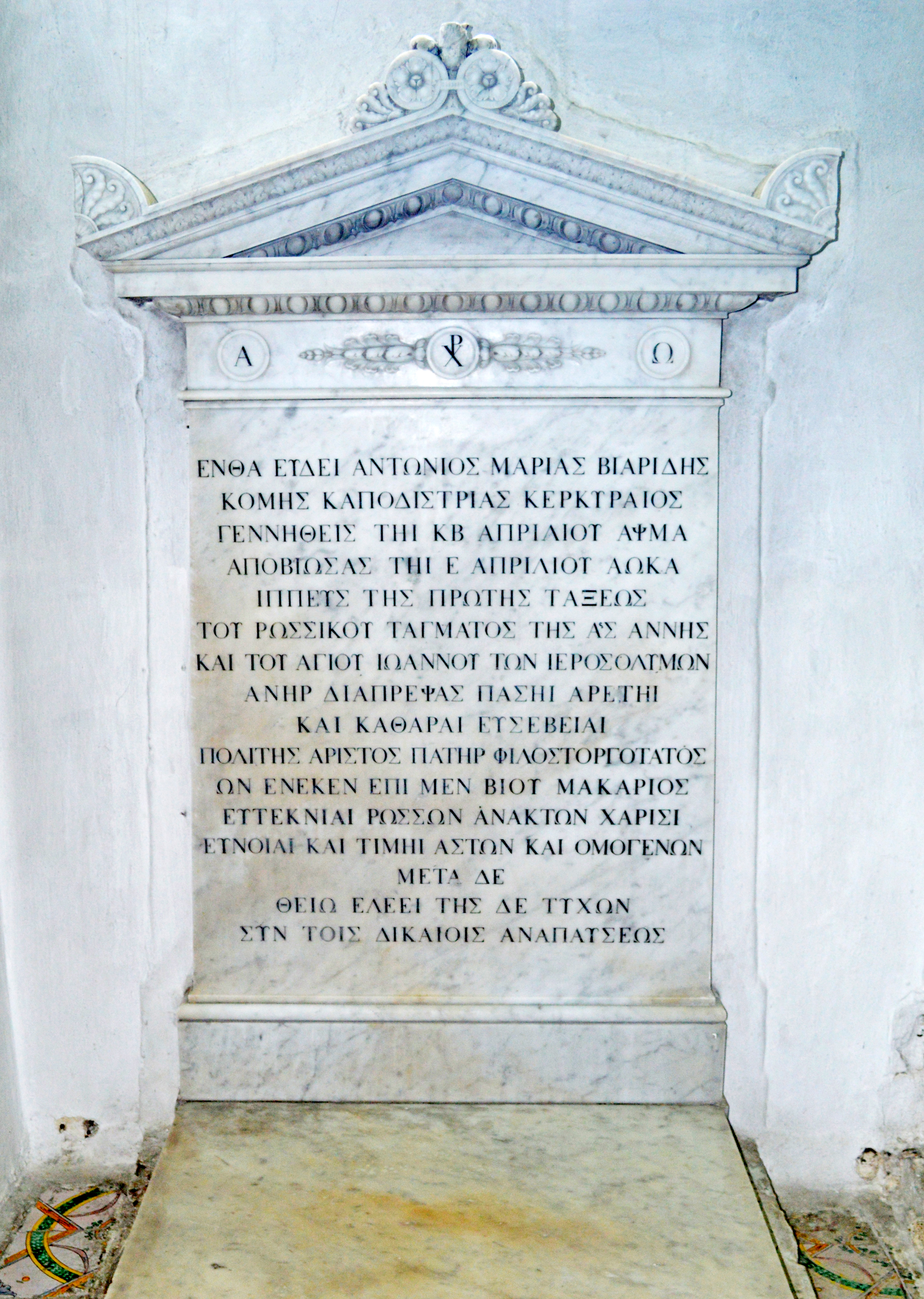
Могила графа Антония Каподистрии
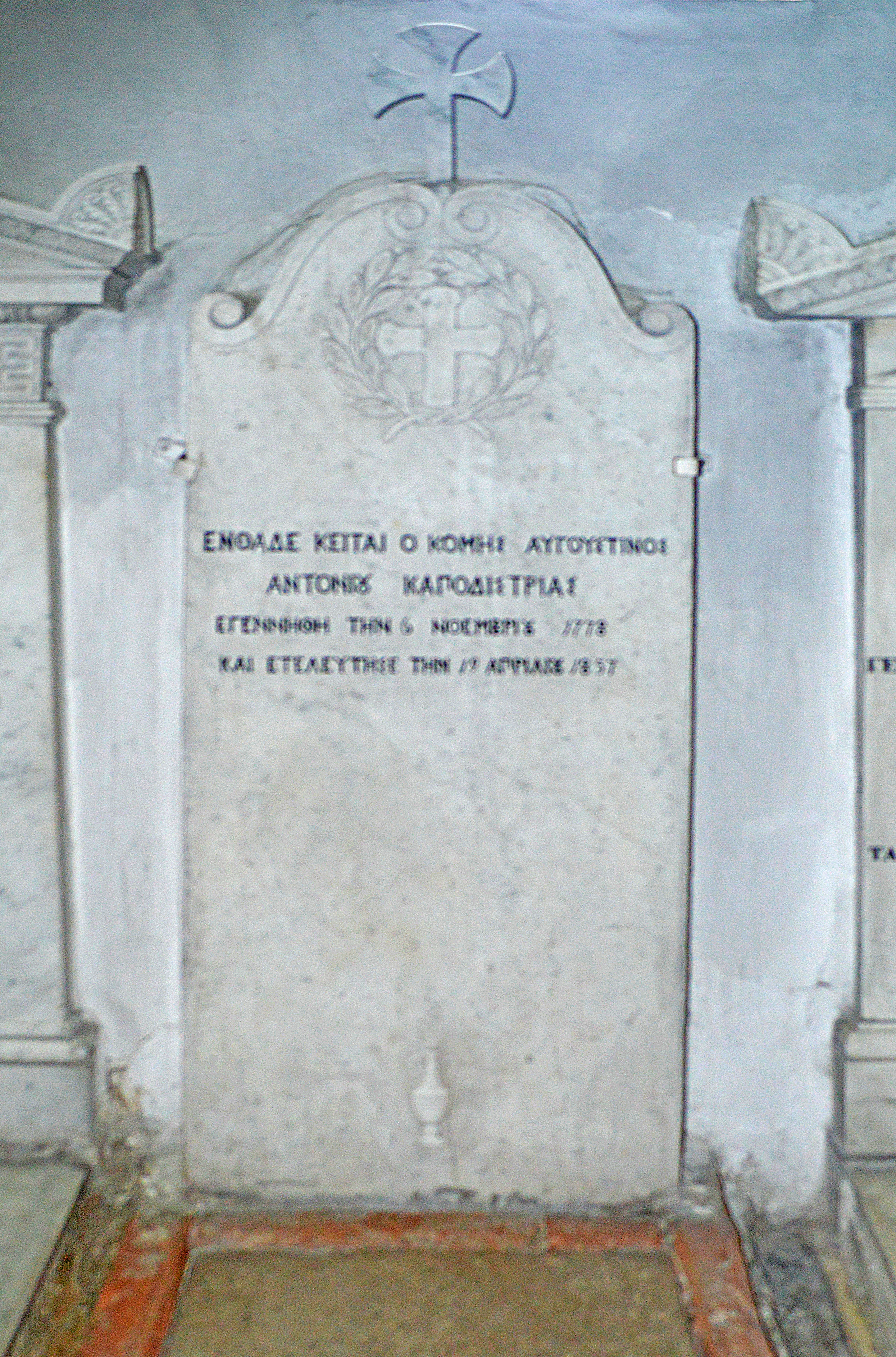
Могила графа Антония Каподистрии
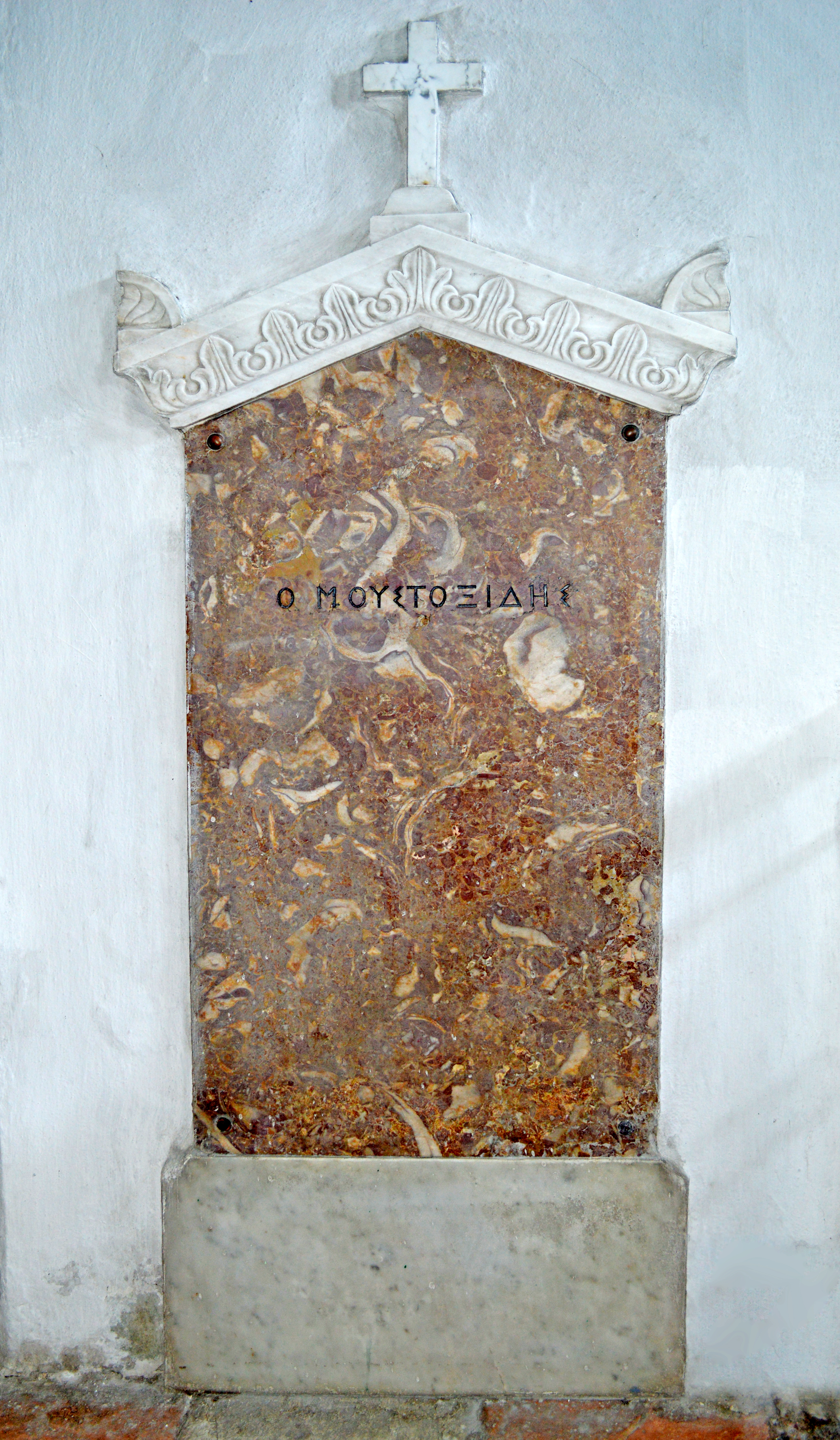
Могила государственного и общественного деятеля Греции, историка Андреаса Мустоксидиса
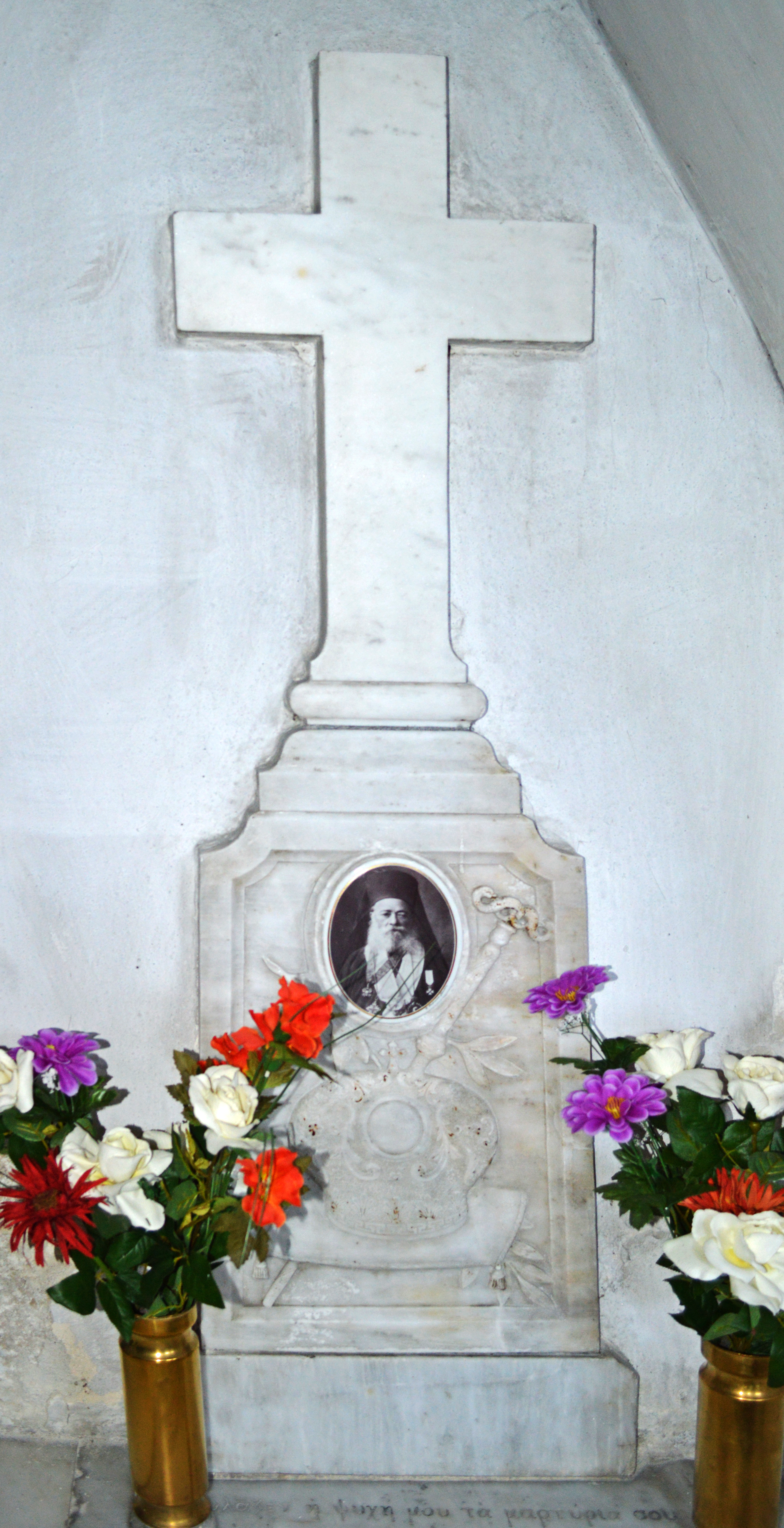
Могила митрополита Керкирского Севастиана (Никокавураса)
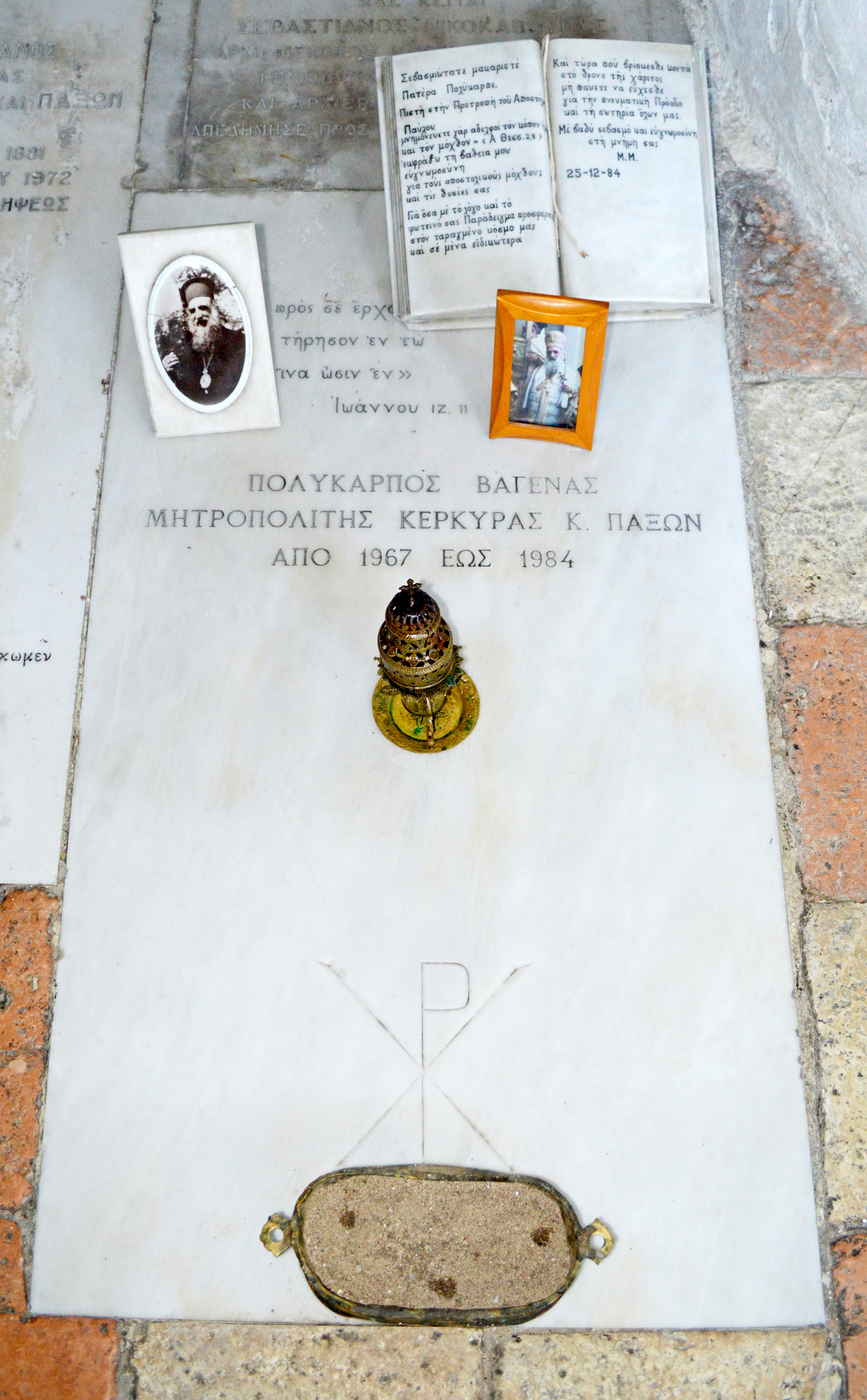
Могила митрополита Керкирского Поликарпа (Вагенаса)
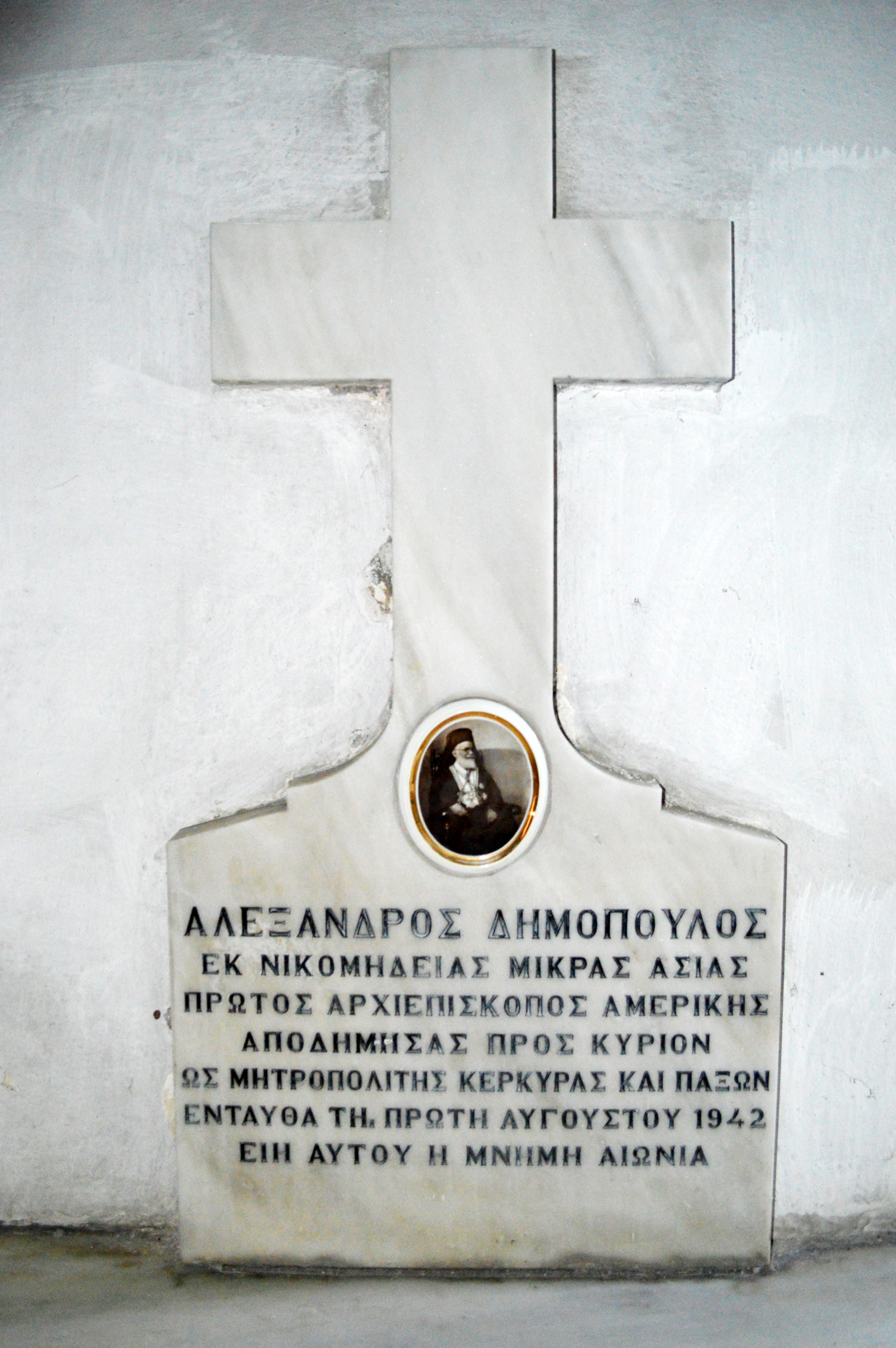
Могила митрополита Керкирского Александра (Димопулоса)
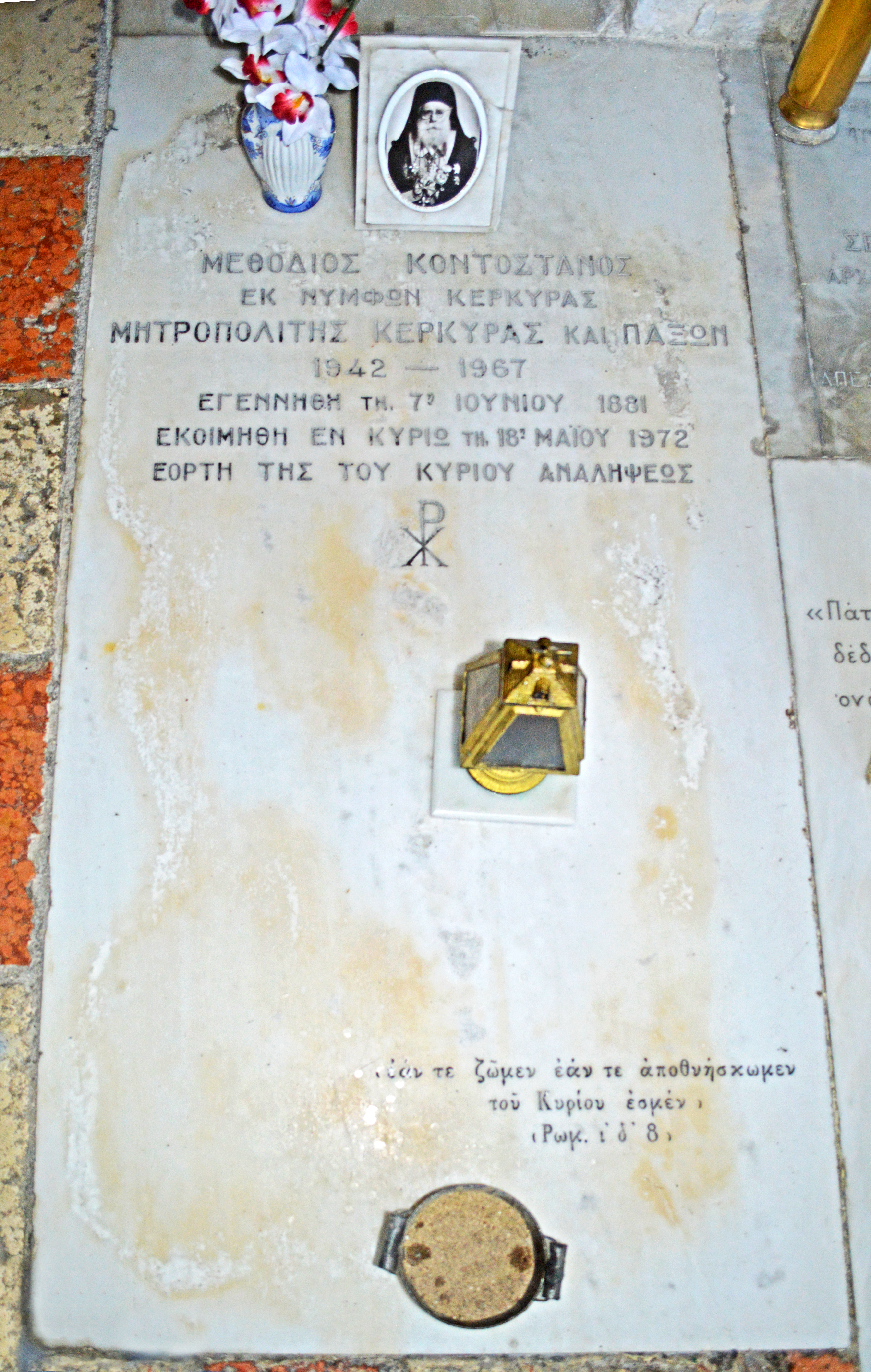
Могила митрополита Керкирского Мефодия (Кондостаноса)
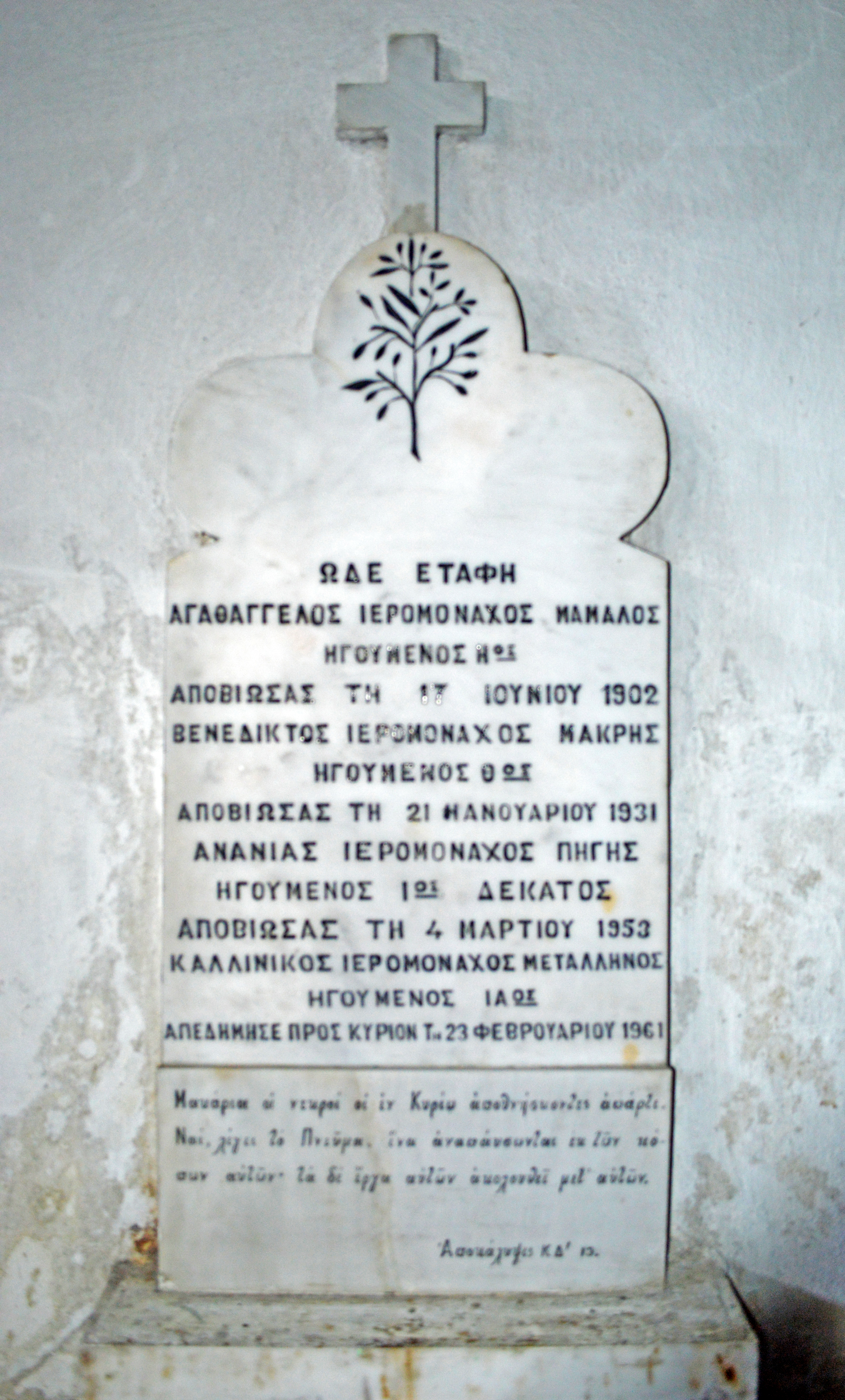
Могила четырёх игуменов с 8-го по 11-го
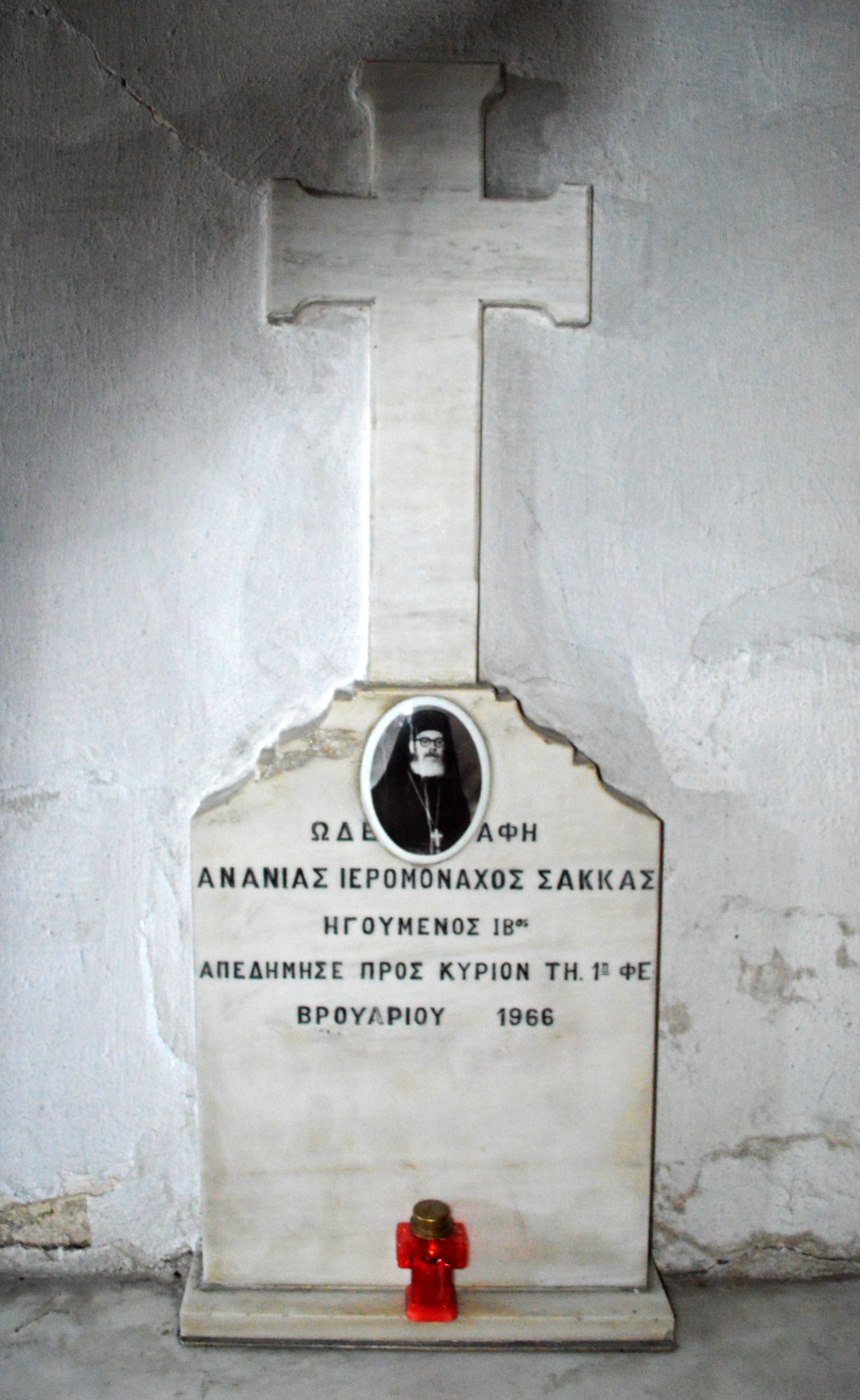
Могила 12-го игумена Анании (Саккаса)
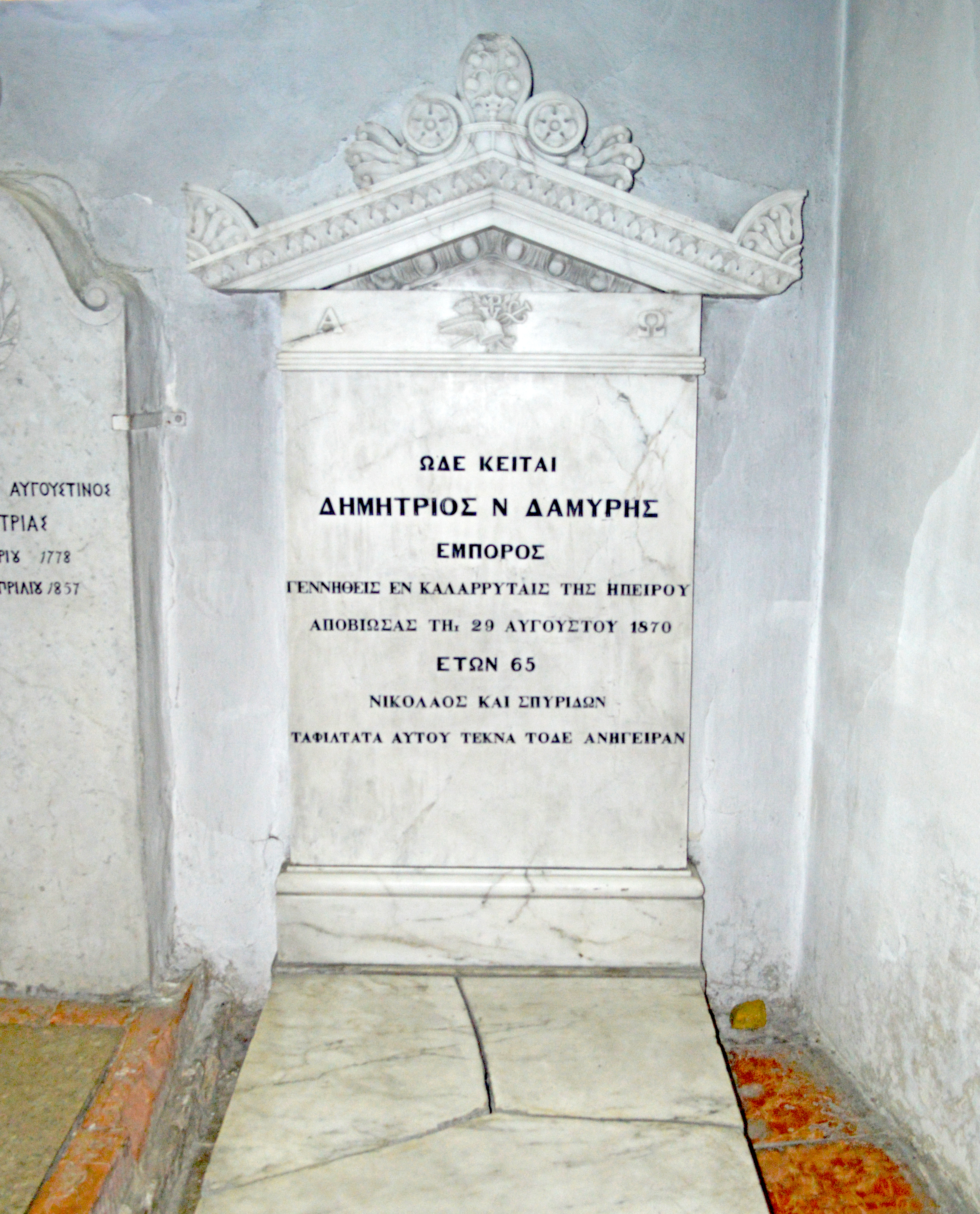
Могила купца Димитрия Дамуриса

## Библиотека и иконотека монастыря
С самого основания монастырь был не только духовным, но и культурным центром столицы острова. Монахи сохраняли старинные иконы и книги, на сегодня собрана уникальная коллекция.
Кафоликон украшен иконами мастеров ионической иконописной школы. Праздничный и апостольский ряд выполнен Николаосом Кутузисом, художником с Закинфа. Огромные иконы на холсте «Тайная Вечеря» и «Омовение ног» написаны Николаосом Кандунисом, также закинфским представителем. Плоский деревянный свод храма был расписан художником с Левкады Спиридоном Вендурасом.
Кисти корфского иконописца Спиридона Просалентиса принадлежат иконы святых великомучеников Георгия и Димитрия. Кроме того, в храме есть иконы архангелов Михаила и Гавриила, выполненных русскими мастерами.
В стенах монастыря хранится также и множество других ценных и уникальных икон. Две картины начала XIX века запечатлели чудесное спасение молодого Иоанна Каподистрии от понесшей его лошади в 1792 году. На одной из них имеется дарственная надпись «Моление раба Божиего Ионниса Каподистрия».

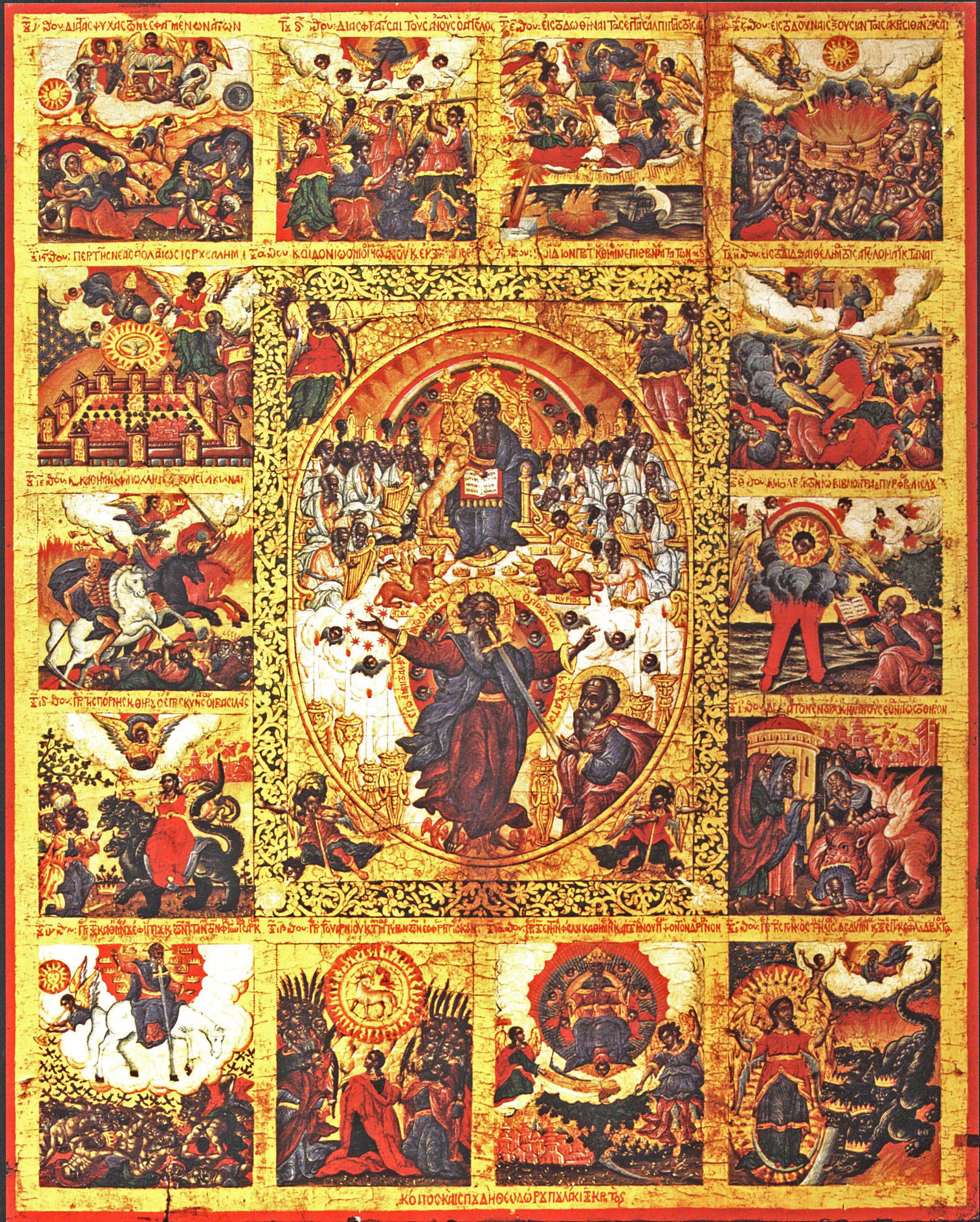
Страшный Суд. Считается, что эту икону известный критский иконописец Георгий Клондзас написал около 1600 года

В сокровищницах монастыря хранятся иконы, главным образом относящиеся к поствизантийскому периоду. К ним относятся: «Второе Пришествие» Георгия Клондзаса, «Аллегория Небесного Иерусалима» и «Аллегория Причастия» Михаила Дамаскиноса, Божия Матерь «Врефократуса» Эммануила Тзане, «Апокалипсис» Феодора Пулакиса.
В хранилищах и повседневном богослужебном употреблении есть произведения мастеров местных школ прикладного искусства: резные деревянные выносные кресты, крытые серебром, Евангелия в серебряных и золоченных окладах, прочая церковная утварь венецианского, каларритского и местного происхождения.
В библиотеке монастыря хранятся уникальные рукописные и печатные издания исторического содержания, сборники святоотеческих писаний (XV и XVI веков), венецианские богословские трактаты (XVII и XVIII веков), литургические сборники, в том числе музыкальные (певческие).